# Castelsardo
Castelsardo (en sassarés Castheddu, en castellanés Calteddu, y sardo Casteddu Sardu) es un municipio de Italia, situado en la región de Cerdeña y la provincia de Sassari. En el año 2006 contaba con 5.679 habitantes.

## Historia

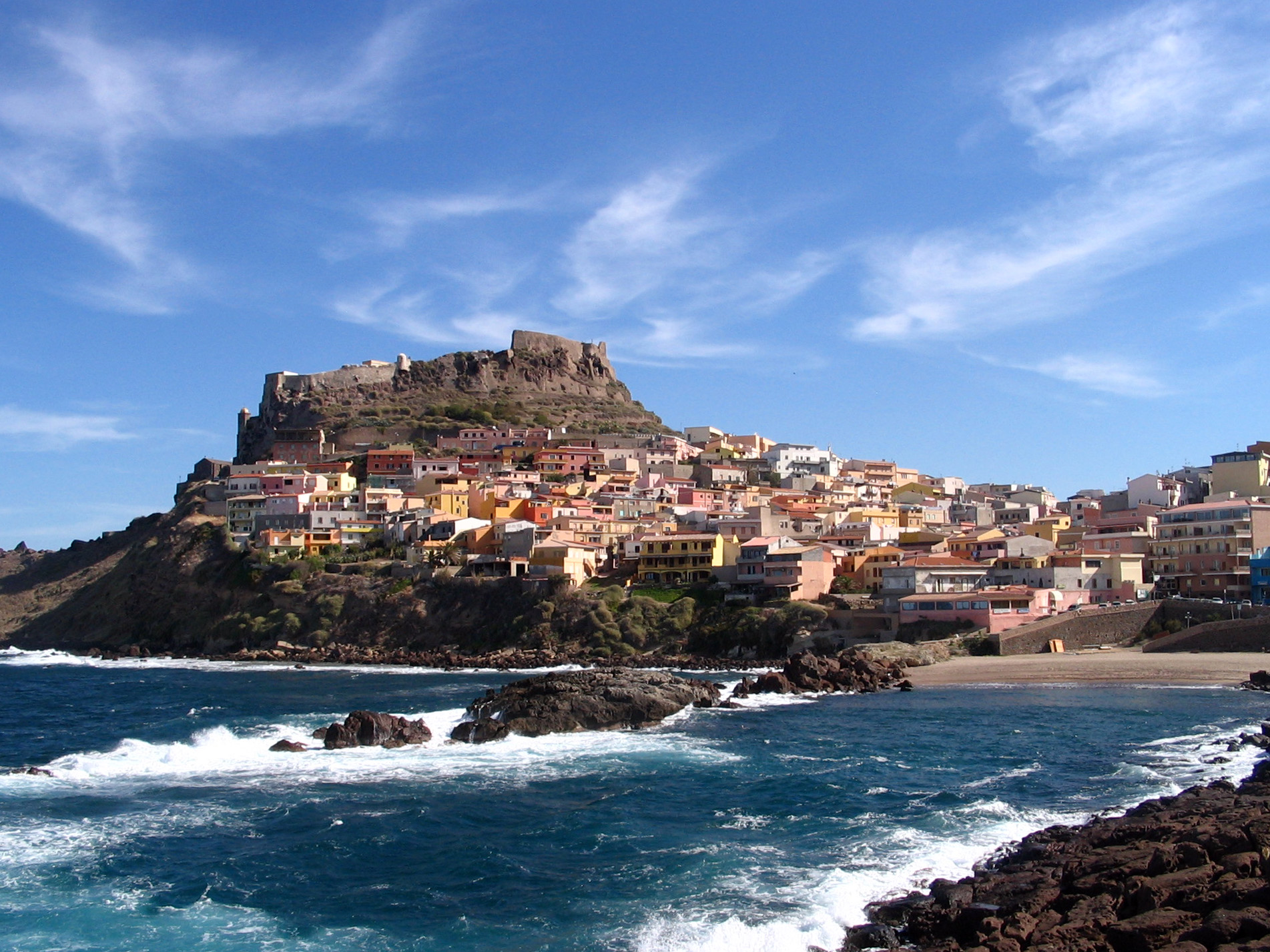
Vista de la localidad.

Esta posición contribuyó a la elección del lugar como sede de las antiguas ciudades. Sin motivaciones más profundas y la reubicación de muchos de los asentamientos. Los romanos construyeron sus casas en las cercanías de la playa que se llama Fritum Janii (puerto de Jano), nombre actual del puerto turístico y por encima de la colina, Frigiano. 
Con la caída de Imperio romano y la toma del poder por los diferentes jueces, con el transcurso de los años, muchas tierras fueron donadas a la Iglesia y a las diversas órdenes monásticas, ya que Cerdeña entre los siglos XVI y XVII fue una región rica en tierras y ganado.
A poca distancia se estableció el importante monasterio benedictino Tergu, ahora objeto de estudio arqueológico, mientras que en la colina hay lo que fuera probablemente un monasterio de ermitaños antonianos, en torno al cual se sumaron a la población local, principalmente para convertirse en un hospital para leprosos cuando fue fundada en 1102, el castillo de la familia Doria de Génova, llamado Castelgenovese. Ésta se considera la fecha oficial de construcción del castillo, pero los estudiosos creen más probable en el período feudal.
Los habitantes de la zona, se trasladaron poco a poco al interior de la fortaleza, que tiene un puerto y varios pozos de agua. Ese fue el nacimiento de la ciudad tal cual la conocemos hoy en día pese a la urbanización masiva que se produjo desde 1950. Fue el lugar de las diferentes luchas por la conquista del castillo.
La fortaleza era inexpugnable hasta la llegada de las armas modernas. Desde 1520 aproximadamente, el castillo se renombró y pasó a ser Castillo Aragonés, convirtiéndose en sede Episcopal del Obispado de Ampurias.
Castelsardo en 1767, ahora en dominio de la Casa de Saboya, adquirió el nombre actual por la voluntad de Carlos Manuel III.
La ciudad empezó a perder importancia en la primera mitad del siglo XIX, debido al autoritarismo de los terratenientes y al empobrecimiento de la vida cultural y social, única alternativa a la poca tierra cultivable, debido a la gradual desaparición de los seminaristas, religiosos y del obispo.
Actualmente hay en curso una adaptación de la infraestructura necesaria para recibir una reactivación del turismo y las actividades culturales, incluyendo la mejora de la biblioteca.

## Demografía
| Gráfica de evolución demográfica de Castelsardo entre 1861 y 2001 |
|                                                                   |
| Fuente ISTAT - elaboración gráfica de Wikipedia                   |